# Fährstraße 19 (Stralsund)

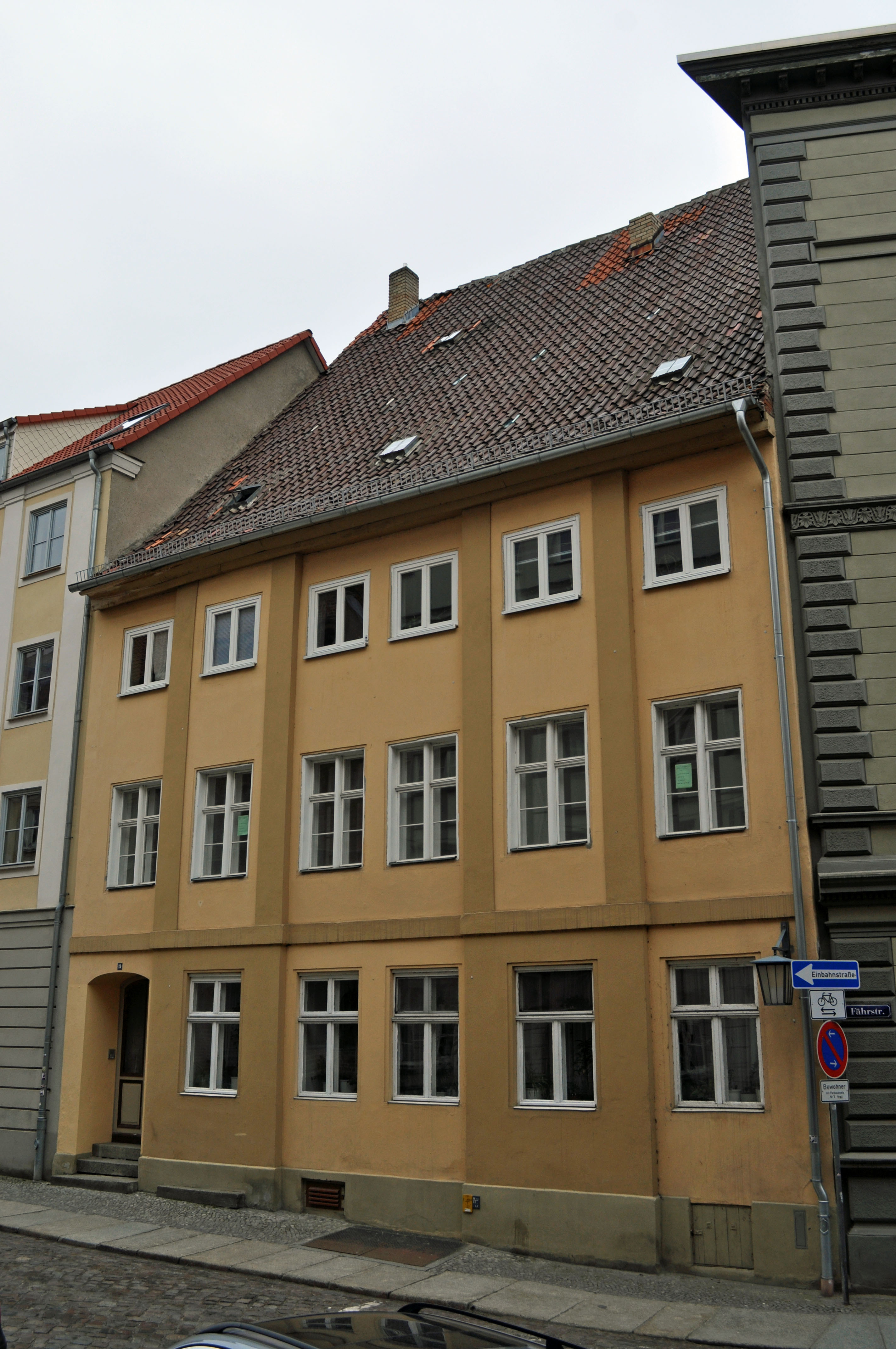
Das Haus Fährstraße 19 in Stralsund (2012)

Das Gebäude mit der postalischen Adresse Fährstraße 19 ist ein denkmalgeschütztes Bauwerk in der Fährstraße in Stralsund.
Das verputzte, dreigeschossige und sechsachsige, traufständige Haus wurde im Jahr 1774 errichtet.
Die Fassade weist in der zweiten und fünften Achse leichte Risalite auf, zusätzlich sind in den Obergeschossen Lisene ausgebildet. Das in der äußersten linken Achse eingefügte Portal weist einen Segmentbogen auf. Die Haustür stammt aus der Errichtungszeit des Hauses.
Das Haus liegt im Kerngebiet des von der UNESCO als Weltkulturerbe anerkannten Stadtgebietes des Kulturgutes „Altstädte von Stralsund und Wismar“. In die Liste der Baudenkmale in Stralsund ist es mit der Nummer 170 eingetragen.